# Ether
Ether é o quarto  álbum de estúdio lançado pelo músico estadounidense B.o.B, no dia 12 de maio de 2017 pela sua gravadora No Genre, e distribuido pela Empire. É o primeiro álbum de B.o.B a ser lançado de forma independente. 
O álbum foi bem recebido pela critica especializada, e estreou na Billboard 200, na posição 179.
O álbum é a sequencia de sua compilação de mixtapes chamada Elements, que foram lançados separadamente em 2015 e  posteriormente compilados em um lançamento de 2016.  O álbum conta com participações especiais de Lil Wayne, Young Thug, T.I., Big KRIT, Ty Dolla Sign, Usher, CeeLo Green e Young Dro, entre outros. A produção ficou a cargo do próprio B.o.B e Big KRIT, assim como de 30 Roc e JaqueBeatz.

## Antecedentes
B.o.B assinou com a Atlantic Records aos 19 anos de idade em 2008 e lançou seu primeiro álbum por uma grande gravadora, The Adventures of Bobby Ray, em 2010. Tendo lançado vários projetos com a Atlantic, incluindo três extended plays (EPs), três álbuns de estúdio e uma mixtape comercial. Entretando, B.o.B se desligou de sua gravadora sob as alegações de que estaria sendo boicotado e pressionado.  "Há uma proibição ao B.o.B", ele escreveu no Twitter, antes de falar sobre seus problemas com sua então gravadora. "Eles me boicotam, têm medo de que eu tenha muita exposição", continuou ele. "Minha própria gravadora nem mesmo promove meus álbuns, mixtapes, shows ou eventos... ZERO promoção." 
Desde sua separação da Atlantic, BoB se aventurou com sua gravadora No Genre e fez parceria com a Empire Distribution . 

## Lançamento e promoção
A faixa "4 Lit", com a participação do rapper T.I .e de Ty Dolla Sign, foi lançado como o primeiro single do álbum em 28 de outubro de 2016.  É a primeira música lançada pela gravadora independente de B.o.B, No Genre, como um single.  O videoclipe da música, dirigido por Chad Tennies, estreou em 5 de abril de 2017.  Em 19 de abril de 2017, B.o.B anunciou uma turnê de shows, The Elements Tour, em apoio ao álbum. Em 3 de maio de 2017, B.o.B disponibilizou a lista de canções do álbum e lançou a música "Xantastic", em parceria com o rapper Young Thug, como single promocional,     liberando na iTunes Store para todos que compraram o álbum antecipadamente.   

## Lista de faixas
| N.º            | Título                                         | Producer(s)        | Duração |  |
| 1.             | "Fan Mail"                                     | B.o.B              | 2:10    |  |
| 2.             | "E.T." (featuring Lil Wayne)                   | B.o.B              | 3:29    |  |
| 3.             | "Middle Man / Mr. Mister"                      | 30 Roc B.o.B       | 6:52    |  |
| 4.             | "Peace Piece" (featuring Big K.R.I.T.)         | Big K.R.I.T. B.o.B | 4:17    |  |
| 5.             | "Finesse"                                      | 30 Roc             | 2:52    |  |
| 6.             | "Xantastic" (featuring Young Thug)             | 30 Roc             | 3:24    |  |
| 7.             | "Tweakin" (featuring Young Dro and London Jae) | B.o.B JaqueBeatz   | 4:14    |  |
| 8.             | "4 Lit" (featuring T.I. and Ty Dolla $ign)     | 30 Roc             | 3:23    |  |
| 9.             | "Substance Abuse"                              | JaqueBeatz B.o.B   | 3:52    |  |
| 10.            | "Avalanche"                                    | JaqueBeatz B.o.B   | 3:28    |  |
| 11.            | "I Know" (featuring WurlD)                     | B.o.B JaqueBeatz   | 3:51    |  |
| 12.            | "Big Kids" (featuring CeeLo Green and Usher)   | B.o.B JaqueBeatz   | 3:32    |  |
| Duração total: | Duração total:                                 | Duração total:     | 45:35   |  |

## Referencias
1. 1 2 3  «Stream B.o.B's New Album 'Ether' With Lil Wayne, Usher, T.I. & Ty Dolla $ign». Billboard. 12 May 2017 Verifique data em: |data= (ajuda)
2. ↑  Anand, Raj (May 10, 2017). «B.o.B Makes A Compelling Case For Leaving A Major Label To Go Indie His New Album 'Ether'». Medium Verifique data em: |data= (ajuda)
3. ↑  «B.o.B. releases official track listing for #ETHER, his new album, due this summer [PHOTO]». May 3, 2017 Verifique data em: |data= (ajuda)
4. ↑  «B.o.B Announces New Album». HotNewHipHop. Consultado em May 6, 2017 Verifique data em: |acessodata= (ajuda)
5. ↑  «"4 Lit (feat. T.I. & Ty Dolla $ign)" from 4 Lit (feat. T.I. & Ty Dolla $ign) - Single by B.o.B on Apple Music». iTunes. 28 October 2016. Consultado em 6 May 2017 Verifique data em: |acessodata=, |data= (ajuda)
6. ↑  «B.o.B - 4 Lit Feat. T.I. & Ty Dolla $ign (Prod. By 30 Roc) - Stream [New Song]». Hotnewhiphop.com. Consultado em 6 May 2017 Verifique data em: |acessodata= (ajuda)
7. ↑  «Watch B.o.B.'s Steamy '4 Lit' Video Featuring T.I. & Ty Dolla $ign». Billboard. Consultado em 6 May 2017 Verifique data em: |acessodata= (ajuda)
8. ↑  «Exclusive Tour Announcement: B.o.B Bringing Elements Tour To 35 Cities». News.bandsintown.com. Consultado em 6 May 2017 Verifique data em: |acessodata= (ajuda)
9. ↑  «New Music: B.o.B feat. Young Thug – 'Xantastic'». Rap-Up
10. ↑  C.M, Emmanuel. «Young Thug Joins B.o.B for New Song 'Xantastic' - XXL». XXL Mag
11. ↑  «B.o.B. Grabs Young Thug For His New Single "Xantastic"». AllHipHop.com. Consultado em 23 de novembro de 2019. Arquivado do original em 23 de novembro de 2019
12. ↑  «Young Thug Joins B.o.B for Drugged-Out New Single "Xantastic"». HYPEBEAST. 3 May 2017 Verifique data em: |data= (ajuda)
13. ↑  «B.o.B Links Up With Young Thug For "Xantastic" And Reveals Tracklist For ETHER». The FADER
14. ↑  «B.o.B - Xantastic Feat. Young Thug». HotNewHipHop
15. ↑  «B.o.B - "Xantastic" ft. Young Thug». May 4, 2017 Verifique data em: |data= (ajuda)